# Türkspor Dortmund
El Türkspor Dortmund es un equipo de fútbol de Alemania que juega en la Oberliga Westfalen, una de las ligas que conforman la quinta división nacional.

## Historia
Fue fundado en el año 2000 en la ciudad de Dortmund por la empresa Tárkspor Dortmund, que se hizo cargo del derecho a jugar en la Kreisliga A. El club inicialmente no tuvo éxito y cayó de la tabla. En la temporada 2009/10 el club no compitió y por lo tanto quedó relegado al Kreisliga B. Allí, el club pudo estabilizarse de nuevo y volvió a elevarse al Kreisliga A en 2015. Le siguió el descenso directo antes de que el equipo regresara al Kreisliga A en 2018.
Sería el siguiente subcampeón de liga en 2018 por detrás de Rot-Weiá Germania Dortmund, y después el Turkspor se convirtió en subcampeón detrás de Rot-Weiá Germania Dortmund y se clasificó después de una victoria de 4-2 contra el subcampeón de la Paralleltea Mel BL Lánen para la ronda de ascenso a la liga de distrito. Allí, los turcos ganaron los partidos por 5:1 y 6:1 contra el Eintracht Gelsenkirchen y lograron ascender a la liga de distrito. A causa de la Pandemia de COVID-19 los Dortmunders fueron declarados campeones y ascendidos a la Landesliga después de una disposición de la liga. Debido a la pandemia en curso, la siguiente temporada 2020/21 fue abandonada y posteriormente cancelada. Antes de la temporada 2021/22, el club llegó a los titulares cuando quiso contratar al exjugador nacional turco lhan Mansiz como entrenador. En la temporada 2021/22, el club turco participa en la liga nacional y ascendió a la Westfalenliga. Marcel Reichwein se adjudicó el título de goleador del torneo con 35 goles.
La temporada 2022-23 en la Westfalenliga estuvo marcada por una carrera cara a cara con los rivales locales FC Brenninghausen. A pesar de que el entrenador Orhan Ezkara consiguió 28 victorias en 34 partidos tuvo que irse a principios de diciembre de 2022. Su sucesor fue Sebastian Tyrała, quien llevó al equipo al campeonato y el ascenso a la Oberliga Westfalen. En concreto, el repunte que siguió en la segunda ronda de la temporada 2023/24 y tras una victoria 4-2 sobre el SG Wattenscheid 09 logró el ascenso a la Regionalliga West el día anterior. Fue el sexto ascenso en siete años.
A mediados de marzo de 2024, el presidente del de Tirkspor Dortmund, el médico Akin Kara, renunció al cargo. Su sucesor es el exjugador de fútbol Omúr Turhan.

## Palmarés
- Westfalenliga B: 1

2023
- Landesliga Westfalen: 1

2022
- Kresiliga A: 1

2020